# Jesús Sánchez-Maroto Sánchez-Migallón
Jesús Sánchez-Maroto Sánchez-Migallón (Manzanares, Ciudad Real, 20 de mayo de 1986) es un futbolista español. Juega de defensa lateral derecho y su equipo actual es el Cádiz CF de LaLiga Santander. Antes de pasar por la cantera cadista, pasó por las categorías inferiores del Villarreal CF. 

## Clubes
| Club         | País   | Año   |
| ------------ | ------ | ----- |
| Cádiz CF "B" | España |       |
| Cádiz CF     | España | 2008- |

- Datos: Q5930695